# 아르돈

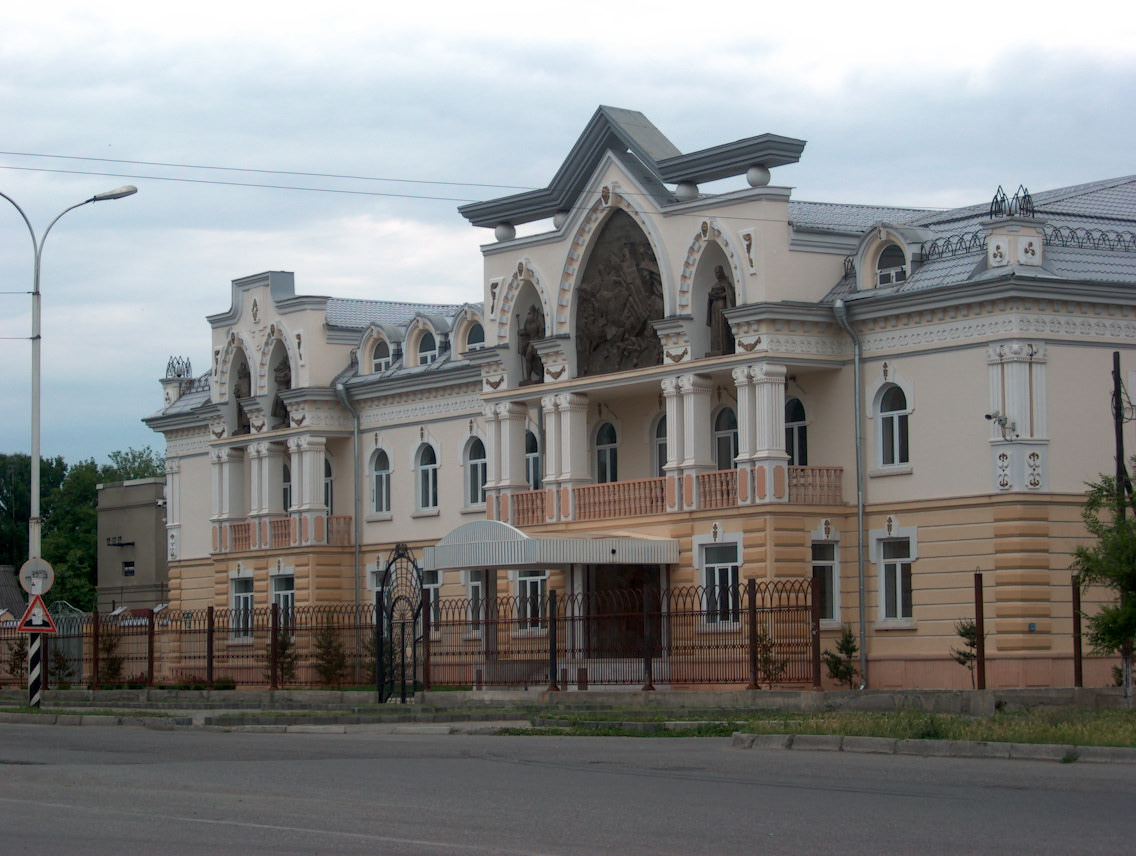

아르돈(러시아어: Ардо́н, 오세트어: AEрыдон)는 북오세티야 공화국 아르돈스키 군에 속한 도시이다. 아르돈 강이 흐르고, 남서쪽으로 39km에 블라디카프카스가 위치해 있다.